# Senatus consultum de Bacchanalibus
Il Senatus consultum de Bacchanalibus è un decreto del Senato romano col quale furono vietati in tutta Italia i Bacchanalia, eccezion fatta per alcuni casi specifici che dovevano essere esplicitamente approvati dal Senato stesso.
Una copia, fatta incidere dal pretore in carica, è stata ritrovata su un'iscrizione in latino arcaico risalente al 186 a. C., ritrovata nel 1640 a Tiriolo, in provincia di Catanzaro.
Quando i membri dell'élite cominciarono a prendere parte a questi riti, le notizie che li riguardavano vennero portate davanti al Senato. Il culto fu ritenuto una minaccia per la sicurezza dello stato, furono nominati degli inquirenti, vennero offerte ricompense agli informatori, vennero istruiti veri e propri processi e il Senato cominciò a sopprimere ufficialmente il culto in tutta Italia. Secondo lo storico di epoca augustea Tito Livio, principale fonte storica, diversi uomini si suicidarono pur di evitare un'accusa formale. Per i capi venne decisa la pena capitale. Livio afferma che ci furono più condanne a morte che incarcerazioni. Dopo che la cospirazione fu sedata, i Bacchanalia sopravvissero solo nel sud Italia.

## I fatti
La soppressione dei Baccanali viene raccontata, due secoli più tardi, da Tito Livio, in un passo dell'Ab Urbe condita (39, 8-22) nel quale secondo alcuni studiosi le tendenze libertine del gruppo in questione risulterebbero ingigantite.
Tito Livio spiega che il culto di Bacco era giunto a Roma dall'Etruria e si era diffuso "come un'epidemia". Si trattava, secondo lui, di una faccenda sconveniente e licenziosa, che contemplava pratiche a sfondo sessuale e omicidi rituali. Livio sottolinea che gli adepti si incontravano di notte, con il favore delle tenebre. Gli incontri iniziavano con banchetti luculliani in cui il vino - la bevanda sacra al dio - scorreva a fiumi e si creava una promiscuità sessuale tale che «cominciavano a commettersi depravazioni di ogni genere, poiché ognuno vi trovava pronto soddisfacimento per quello a cui erano più portate dall'istinto le sue voglie».
Questi raduni notturni degeneravano secondo Livio in «violenze indiscriminate» che erano tenute nascoste all'esterno dal clamore dei festeggiamenti: «per le di grida e il fragore dei timpani e dei cembali non si poteva udire la voce di quelli che gridavano aiuto fra gli stupri e le uccisioni.»
Fu grazie a un testimone oculare che il Senato venne a conoscenza di questi pericolosi rituali. Messo alle strette sotto la minaccia di un castigo, il testimone rivelò che i nuovi adepti avevano tutti meno di una ventina d'anni. Uno di loro era presentato al celebrante come una sorta di "vittima sacrificale"; il malcapitato era poi trascinato al centro dell'orda dei baccanti, che strepitavano, cantavano, suonavano tamburi e altri strumenti per coprire il culmine di questo atto di culto: l'omicidio rituale. Inoltre «chiunque si rifiutasse di sottomettersi a questa azione oltraggiosa o che fosse riluttante a commetterla, era sgozzato come vittima sacrificale.»
Il Senato fu particolarmente colpito nell'apprendere che pratiche come queste, lungi dall'essere un fatto isolato, coinvolgevano moltissime persone, Stimò inoltre che il fenomeno si stava allargando in maniera allarmante. Emanò dunque un senatoconsulto per porre una fine a queste celebrazioni e perseguire quanti vi erano coinvolti - si dice che fossero circa 7.000. Alla fine quanti «si erano macchiati di dissolutezza o assassinio […] furono condannati a morte». Il Senato ordinò inoltre la distruzione di tutti i luoghi di culto bacchici, non soltanto a Roma, ma in tutta l'Italia, a eccezione di quelli in cui c'era un altare o una statua che erano stati consacrati. Questo significa con ogni probabilità che alcuni culti dedicati a Bacco erano stati giudicati innocui e che pertanto si consentì che continuassero a essere celebrati. Livio spiega che chiunque considerasse un rituale bacchico "consentito dalla tradizione" e imprescindibile, per continuare a praticarlo doveva presentare una richiesta ufficiale, ma esso non doveva comunque prevedere «raccolte di denaro, un celebrante che presiedesse il rito e dei sacerdoti». In altre parole, non poteva esserci una comunità organizzata che raccogliesse offerte e che avesse dei capi. Questo provvedimento di fatto pose fine al culto bacchico, almeno per quanto riguarda le celebrazioni improntate agli eccessi e che prevedevano violenze e assassinii.

## Testo

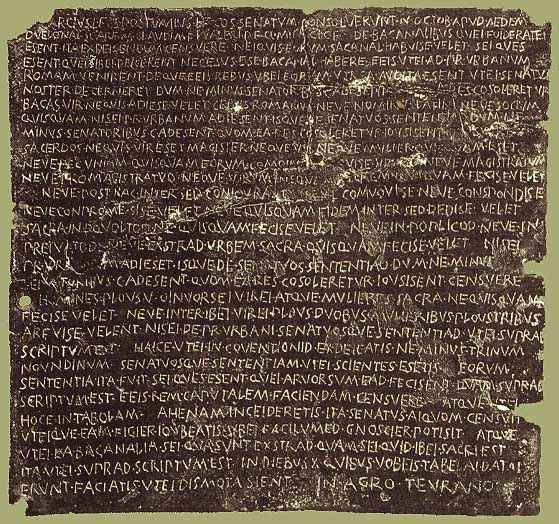
Senatus consultum de Bacchanalibus

La copia che sopravvive è incisa su una tavoletta di bronzo scoperta in Calabria nel 1640, oggi conservata al Kunsthistorisches Museum di Vienna. Il testo che appare sulla tavoletta è il seguente.
1. [Q] MARCIUS L F S POSTUMIUS L F COS SENATUM CONSOLUERUNT N OCTOB APUD AEDEM
2. DUELONAI SC ARF M CLAUDI M F L VALERI P F Q MINUCI C F DE BACANALIBUS QUEI FOIDERATEI
3. ESENT ITA EXDEICENDUM CENSUERE NEIQUIS EORUM BACANAL HABUISE VELET SEI QUES
4. ESENT QUEI SIBEI DEICERENT NECESUS ESE BACANAL HABERE EEIS UTEI AD PR URBANUM
5. ROMAM VENIRENT DEQUE EEIS REBUS UBEI EORUM VER[B]A AUDITA ESENT UTEI SENATUS
6. NOSTER DECERNERET DUM NE MINUS SENATOR[I]BUS C ADESENT [QUOM E]A RES COSOLORETUR
7. BACAS VIR NEQUIS ADIESE VELET CEIVIS ROMANUS NEVE NOMINUS LATINI NEVE SOCIUM
8. QUISQUAM NISEI PR URBANUM ADIESENT ISQUE [D]E SENATUOS SENTENTIAD DUM NE
9. MINUS SENATORIBUS C ADESENT QUOM EA RES COSOLERETUR IOUSISENT CE[N]SUERE
10. SACERDOS NEQUIS VIR ESET MAGISTER NEQUE VIR NEQUE MULIER QUISQUAM ESET
11. NEVE PECUNIAM QUISQUAM EORUM COMOINE[M H]ABUISE VE[L]ET NEVE MAGISTRATUM
12. NEVE PRO MAGISTRATUD NEQUE VIRUM [NEQUE MUL]IEREM QUISQUAM FECISE VELET
13. NEVE POST HAC INTER SED CONIOURA[SE NEV]E COMVOVISE NEVE CONSPONDISE
14. NEVE CONPROMESISE VELET NEVE QUISQUAM FIDEM INTER SED DEDISE VELET
15. SACRA IN OQVOLTOD NE QUISQUAM FECISE VELET NEVE IN POPLICOD NEVE IN
16. PREIVATOD NEVE EXSTRAD URBEM SACRA QUISQUAM FECISE VELET NISEI
17. PR URBANUM ADIESET ISQUE DE SENATUOS SENTENTIAD DUM NE MINUS
18. SENATORIBUS C ADESENT QUOM EA RES COSOLERETUR IOUSISENT CENSUERE
19. HOMINES PLOUS V OINVORSEI VIREI ATQUE MULIERES SACRA NE QUISQUAM
20. FECISE VELET NEVE INTER IBEI VIREI PLOUS DUOBUS MULIERIBUS PLOUS TRIBUS
21. ARFUISE VELENT NISEI DE PR URBANI SENATUOSQUE SENTENTIAD UTEI SUPRAD
22. SCRIPTUM EST HAICE UTEI IN COVENTIONID EXDEICATIS NE MINUS TRINUM
23. NOUNDINUM SENATUOSQUE SENTENTIAM UTEI SCIENTES ESETIS EORUM
24. SENTENTIA ITA FUIT SEI QUES ESENT QUEI ARVORSUM EAD FECISENT QUAM SUPRAD
25. SCRIPTUM EST EEIS REM CAPUTALEM FACIENDAM CENSUERE ATQUE UTEI
26. HOCE IN TABOLAM AHENAM INCEIDERETIS ITA SENATUS AIQUOM CENSUIT
27. UTEIQUE EAM FIGIER IOUBEATIS UBI FACILUMED GNOSCIER POTISIT ATQUE
28. UTEI EA BACANALIA SEI QUA SUNT EXSTRAD QUAM SEI QUID IBEI SACRI EST
29. ITA UTEI SUPRAD SCRIPTUM EST IN DIEBUS X QUIBUS VOBEIS TABELAI DATAI
30. ERUNT FACIATIS UTEI DISMOTA SIENT IN AGRO TEURANO

## Trascrizione in latino classico
Di seguito viene presentata la trascrizione in latino classico del testo del Senatus consultum de Bacchanalibus
1. [Quīntus] Mārcius L(ūciī) f(īlius), S(purius) Postumius L(ūciī) f(īlius) cō(n)s(ulēs) senātum cōnsuluērunt N(ōnīs) Octōb(ribus), apud aedem
2. Bellōnae. Sc(rībendō) adf(uērunt) M(ārcus) Claudi(us) M(ārcī) f(īlius), L(ūcius) Valeri(us) P(ubliī) f(īlius), Q(uīntus) Minuci(us) C (=Gaiī) f(īlius). Dē Bacchānālibus quī foederātī
3. essent, ita ēdīcendum cēnsuēre: «Nēquis eōrum [B]acchānal habuisse vellet. Sī quī
4. essent, quī sibī dīcerent necesse esse Bacchānal habēre, eīs utī ad pr(aetōrem) urbānum
5. Rōmam venīrent, dēque eīs rēbus, ubī eōrum v[e]r[b]a audīta essent, utī senātus
6. noster dēcerneret, dum nē minus senatōr[i]bus C adessent, [cum e]a rēs cōnsulerētur.
7. Bacchās vir nēquis adiisse vellet cīvis Rōmānus nēve nōminis Latīnī nēve sociōrum
8. quisquam, nisi pr(aetōrem) urbānum adiissent, isque [d]ē senātūs sententiā, dum nē
9. minus senātōribus C adessent, cum ea rēs cōnsulerētur, iussissent. Cēnsuēre.
10. Sacerdōs nēquis vir esset; magister neque vir neque mulier quisquam esset.
11. Nēve pecūniam quisquam eōrum commūne[m h]abuisse vellet; nēve magistrātum,
12. nēve prō magistrātū, neque virum [neque mul]ierem qui[s]quam fecisse vellet,
13. nēve posthāc inter sē coniūrās[se nēv]e convōvisse nēve cōnspondisse
14. nēve comprōmīsisse vellet, nēve quisquam fidem inter sē dedisse vellet.
15. Sacra in occultō nē quisquam fēcisse vellet. Nēve in publicō nēve in
16. prīvātō nēve extrā urbem sacra quisquam fēcisse vellet, nisi
17. pr(aetōrem) urbānum adiisset, isque dē senātūs sententiā, dum nē minus
18. senatōribus C adessent, cum ea rēs cōnsulerētur, iussissent. Cēnsuēre.
19. Hominēs plūs V ūniversī virī atque mulierēs sacra nē quisquam
20. fēcisse vellet, nēve inter ibī virī plūs duōbus, mulieribus plūs tribus
21. adfuisse vellent, nisi dē pr(aetōris) urbānī senātūsque sententiā, utī suprā
22. scrīptum est.» Haec utī in cōntiōne ēdīcātis nē minus trīnum
23. nūndinum, senātūsque sententiam utī scientēs essētis, eōrum
24. sententia ita fuit: «Sī quī essent, quī adversum ea fēcissent, quam suprā
25. scrīptum est, eīs rem capitālem faciendam cēnsuēre». Atque utī
26. hoc in tabulam ahēnam inciderētis, ita senātus aequum cēnsuit,
27. utīque eam fīgī iubeātis, ubī facillimē nōscī possit; atque
28. utī ea Bacchānālia, sī quae sunt, extrā quam sī quid ibī sacrī est,
29. (ita utī suprā scrīptum est) in diēbus X, quibus vōbīs tabellae datae
30. erunt, faciātis utī dīmōta sint. In agrō Teurānō.

## Ortografia
La forma ortografica del testo del Senatus consultum differisce in molti punti da quella del latino classico. Alcune di queste differenze sono prettamente grafiche; altre riflettono una effettiva pronuncia arcaica o altri arcaismi nella morfologia delle parole.

### Consonanti geminate
Nel latino classico le consonanti geminate (o doppie) sono costantemente trascritte con una sequenza di due lettere. Queste consonanti geminate non sono rappresentate nel Senatus consultum:
C per cc in HOCE (26:1) hocce
C per cch in BACANALIBVS (2:17)Bacchānālibus, BACANAL (3:7, 4:7) Bacchānal, BACAS (7:1) Bacchās, BACANALIA (28:3) Bacchānālia. La h probabilmente non era pronunciata.
L per ll in DVELONAI (2:1) Bellōnae, VELET (3:9 et passim) vellet, VELENT (21:2) vellent, FACILVMED (27:6) facillimē, TABELAI (29:11) tabellae
M per mm in COMOINE[M] (11:5) commūnem
Q per cc in OQVOLTOD (15:3) occultō
S per ss in ADESENT (6:8, 9:4, 18:3) adessent, ADIESE (7:4) adiisse, ADIESENT (8:5) adiissent, ADIESET (17:3) adiisset, ARFVISE (21:1) adfuisse, COMVOVISE (13:8) convōvisse, CONPROMESISE (14:2) comprōmīsisse, CONSPONDISE (13:10) conspondisse, DEDISE (14:9) dedisse, ESE (4:6), ESENT (3:1, 4:1, 5:10, 24:6) essent, ESET (10:4, 10:11), ESETIS (23:6) essētis, FECISE (12:9, 15:6, 16:7, 20:1) fēcisse, FECISENT (24:10) fēcissent, HABVISE (3:8) habuisse, IOVSISENT (9:9) iussissent, NECESVS (4:5) necessus.

### Dittonghi
AI si trova generalmente al posto del classico ae in:
DVELONAI (2:1) Bellōnae, HAICE (22:3) haec, AIQVOM (26:8) aequum e TABELAI DATAI (29:11-12) tabellae datae. Ma AE si legge in AEDEM (1:15).
EI evolve nel classico ī in:
QVEI (2:18, 4:2, 24:7) quī, SEI (3:10, 24:4, 28:4,9) sī, VIREI (19:5, 20:6) virī, CEIVIS (7:6) cīvis, DEICERENT (4:4) dīcerent, EXDEICATIS (22:7) ēdīcātis, EXDEICENDVM (3:3) ēdīcendum, INCEIDERETIS (26:5) incīderētis, PREIVATOD prīvātō (16:1), EEIS (4:9, 5:4, 25:3) eīs, VOBEIS (29:10) vōbīs, FOIDERATEI (2:19) foederātī, OINVORSEI (19:4) ūniversī.
In diversi bisillabi, in fine di parola, EI evolve nel classico ĭ o cade del tutto. Tuttavia in alcuni casi, come ad esempio in sibī o utī, si possono trovare, specialmente in poesia, alcune forme arcaicizzanti uscenti in ī anche in età classica
IBEI (20:5, 28:11) ibi, NISEI (8:2, 16:9, 21:3) nisi, SIBEI (4:3) sibi, VBEI ubi (5:6), VTEI ut (4:10 et passim), VTEIQVE (27:1) utque.
OV evolve normalmente in ū in:
CONIOVRA[SE] (13:6) coniūrāsse, NOVNDINVM (23:1) nūndinum, PLOVS (19:2, 20:7,10) plūs. La forma classica iubeātis e iussissent per IOVBEATIS (27:4) e IOVSISENT (9:9, 18:8) dimostra l'influenza del participio iussus, con la regolare ŭ nella radice.
OI evolve normalmente nel classico ū in:
COMOINE[M] (11:5) commūnem, OINVORSEI (19:4) ūniversī
OI può evolvere eccezionalmente nel classico oe in:
FOIDERATEI (2:19) foederātī.

### Vocali brevi
O appare al posto del classico ĕ in ARVORSVM adversum, OINVORSEI (19:4) ūniversī.
O appare al posto del classico ŭ in CONSOLVERUNT cōnsuluērunt, COSOLORETVR cōnsulerētur, OQVOLTOD occultō, TABOLAM tabulam, POPLICOD publicō, e QVOM cum.
V appare al posto del classico ĭ in FACILVMED (27:6) facillimē, CAPVTALEM capitālem e NOMINVS nōminis. La grafia di CAPVTALEM richiama l'originaria derivazione dal nome caput. La terminazione -umus per -imus ricorre spesso nei testi latini classici arcaicizzanti; l'oscillazione tra u e i forse potrebbe indicare un originario suono vocalico dal timbro intermedio. Probabilmente anche OINVORSEI (19:4) ūniversī rientra nel caso, se si leggesse oinu(v)orsei.

### Arcaismi
Il suffisso -CE aggiunto ad alcune forme del pronome hic, nella maggior parte dei casi si riduce a -c nel latino classico:
HAICE (22:3) haec e HOCE (26:1) hoc
Il suffisso -D che si riscontra in alcuno avverbi e nell'ablativo singolare di nomi e pronomi, nel latino classico si perde:
Avverbi: SVPRAD (21:10, 24:12, 29:3) suprā, EXSTRAD (16:3, 28:7) extrā, FACILVMED (27:6) facillimē.
Ablativi: EAD (24:9) eā, SED (13:5, 14:8) sē, COVENTIONID (22:6) cōntiōne, MAGISTRATVD magistrātū (12:3), OQVOLTOD (15:3) occultō, POPLICOD publicō (15:10), PREIVATOD prīvātō (16:1), SENTENTIAD (8:9, 17:7, 21:8) sententiā.
Le ultime due parole AGRO TEURANO omettono la terminazione -D, benché contengano lo stesso suffisso dell'ablativo altrove scritto -OD; questo fatto suggerisce che al tempo dell'iscrizione la -D finale non fosse più pronunciata nel parlato quotidiano.
La forma arcaica GN- al posto del classico n- si trova nel verbo nosco
GNOSCIER (27:7) noscī.
Viene adoperato per l'infinito passivo il suffisso arcaico -IER, al posto del classico -ī:
FIGIER (27:3) fīgī, GNOSCIER (27:7) noscī.
QVOM (18:4) appare al posto del classico cum, conosciuto anche nella forma classica arcaicizzante quum.
Nel latino classico i prefissi EX- e DIS- si riducono a ē- e dī- davanti a consonante sonora. nel Senatus consultum sono ancora scritti nella forma originaria:
EXDEICENDVM (3:3) ēdīcendum, EXDEICATIS ēdīcātis (22:7), e DISMOTA (30:4) dīmōta.

### Altre caratteristiche
La sequenza -ve- appare scritto VO in ARVORSVM adversum (24:8) e in OINVORSEI (19:4) ūniversī.
La sequenza -ul appare scritto OL in COSOLERETVR (6:12) cōnsulerētur, CONSOLVERVNT (1:11) cōnsuluērunt, TABOLAM (26:3) tabulam e in OQVOLTOD (15:3) occultō.
Il nesso consonantico -bl- appare scritto PL in POPLICOD publicō (15:10), richiamando la derivazione da populus.
Il prefisso ad- appare scritto AR- in ARVORSVM adversum (24:8), ARFVISE (21:1) adfuisse, e in ARF[VERVNT] (2:3) adfuērunt.